# Atomic Heart
Atomic Heart ist ein 2023 veröffentlichtes Videospiel des Entwicklerstudios Mundfish. Der Hybrid aus Ego-Shooter und Action-Rollenspiel wurde außerhalb der GUS und Asiens vom französischen Publisher Focus Entertainment und innerhalb Asiens von dem singapurischen Unternehmen 4Divinity auf den Markt gebracht. Den Vertrieb in der GUS übernahm der russische Medienkonzern VK. Atomic Heart spielt in der Sowjetunion der 1950er Jahre, allerdings als dystopische Alternativwelt mit Science-Fiction-Elementen. Es erschien am 21. Februar 2023 für Microsoft Windows, PlayStation 4, PlayStation 5, Xbox One und Xbox Series. Aufgrund der politischen Thematik und Hintergründe der Entwickler löste Atomic Heart bereits vor Veröffentlichung eine Kontroverse aus.

## Handlung
Atomic Heart spielt 1955 im Herzen der Sowjetunion in einer Alternativwelt. In den 1930er Jahren ermöglichte Dr. Dmitry Sechenovs Entwicklung eines programmierbaren Flüssigkeitsmoduls namens Polymer massive technologische Fortschritte in den Bereichen Energie und Robotik – wie Internet, Hologramme und Roboter – und befreite damit einen großen Teil der Bevölkerung aus Handarbeit.
In einer geheimen Einrichtung namens Facility 3826, dem wissenschaftlichen Hauptforschungszentrum der Sowjetunion, dessen Produktion von Polymeren durch Roboter sichergestellt wird, hat Sechenov eine vernetzte künstliche Intelligenz namens „Kollektiv“ entwickelt, die die Roboter untereinander verbindet. Er entwickelt auch ein Gerät namens „Thought“, um das Polymer in den menschlichen Körper zu integrieren und eine neuronale Fernschnittstelle mit Robotern als Teil eines erweiterten Kollektivs 2.0 zu ermöglichen.
Der offizielle Start am 13. Juni 1955 geht jedoch schief: Tatsächlich wenden sich die Roboter plötzlich und ohne Erklärung gegen die Menschen und massakrieren sie, was das Zentrum ins Chaos stürzt. Major Sergei Nechaev, ein KGB-Spezialagent mit dem Spitznamen „P-3“, wird von Sechenov geschickt, um zu verhindern, dass sich die Situation in Facility 3826 verschlechtert. Er erfährt schnell, dass ein Verräter, Viktor Petrov, hinter der Katastrophe steckt. Doch während er sich auf die Suche nach ihm macht, entdeckt Nechaev nach und nach die wahren Ursachen der Katastrophe.

## Rezeption
Wertungsaggregator OpenCritic fasste 130 Rezensionen der Spielepresse zu einer plattformübergreifenden Gesamtwertung von 74 aus 100 Punkten zusammen und vergab das Label „Mittelmäßig“. 54 Prozent der Kritiker würden das Spiel empfehlen.
Das Spiel sei überdreht und inszeniere Sowjetkitsch in einer Roboterkommunismus-Utopie. Die Machart erinnere an BioShock oder Wolfenstein. Das Russland unter Putin werde nicht thematisiert. Lediglich der Publisher mit Verbindung zu russischen Staatskonzernen, die so am Verkauf des Spiels mitverdienen, sei kritisch zu betrachten. Das Spiel selbst sei ein Shooter, der im Spielverlauf spielmechanisch komplexer werde. Er leide unter technischen Schwierigkeiten wie Programmfehlern und niedriger Framerateproblemen auf Konsolenplattformen.

### Kontroverse
Im Vorfeld der Veröffentlichung erntete der Hersteller Mundfish Kritik für ausbleibende bzw. uneindeutige Positionierung gegenüber der Politik der russischen Regierung angesichts des Russisch-Ukrainischen Krieges. Denn obwohl das Unternehmen 2017 in Zypern gegründet wurde, stammen Führungskräfte, Mitarbeiter und Investoren zum Teil aus Russland oder waren zuvor für in Moskau ansässige Unternehmen tätig. Russische Medien präsentieren Mundfish als heimisches Unternehmen. Mundfish selbst identifiziere sich als „Entwicklerstudio mit einem globalen Team“ und sei eine „Pro-Friedens-Organisation, die sich gegen Gewalt gegen Menschen richte“. Man wolle „weder Politik noch Religion“ kommentieren, so ein Unternehmenssprecher.
Nach Recherchen von Game Two und Funk wurden noch im Sommer 2022 Mitarbeiter für das Studio in Moskau rekrutiert. Zudem hat Aleksandr Lomov, Schauspieler und Synchronsprecher des Protagonisten, den russischen Angriffskrieg gegen die Ukraine auf Instagram unterstützt.
Der australische Komponist Mick Gordon erklärte per Twitter, dass er seine Einnahmen aus Atomic Heart dem Roten Kreuz in der Ukraine spenden wird und nahm die Entwickler in Schutz.
Der ukrainische Digitalminister Alex Bornyakov sprach sich für einen Boykott des Spiels aus.
Nach Erscheinen von Atomic Heart wurden dem Spiel anti-ukrainische Darstellungen vorgeworfen. Auch die Einbindung der sowjetischen Zeichentrickserie Hase und Wolf wurde kritisiert, da in einem Ausschnitt rassistische Stereotype bedient würden. In einem Statement kündigte Mundfish die Entfernung der betroffenen Szene an.

## Fortsetzung
2021, zwei Jahre vor der Veröffentlichung von Atomic Heart, gaben die Entwickler bekannt, dass bereits Pläne für eine Fortsetzung existieren. Im Juni 2023, hat der Chef der Mundfish's studio offiziell bestätigt, das die Entwicklung eines Nachfolgers begonnen hat. Beim Summer Game Fest 2025 von Geoff Keighley wurde die Fortsetzung Atomic Heart II mit einem Trailer angekündigt. Mit dem MMORPG-Shooter The Cube wurde außerdem ein weiterer Spieleableger im gleichen Universum vorgestellt.